# Galidiinae
I Galidiini (Galidiinae Gray, 1865) sono una sottofamiglia di mammiferi carnivori, endemici del Madagascar. Assieme agli Euplerini formano la famiglia degli Eupleridi. Talvolta vengono chiamati manguste del Madagascar o malgasce.

## Tassonomia
Questa sottofamiglia comprende cinque specie suddivise in quattro generi:
- Genere Galidia I. Geoffroy Saint-Hilaire, 1837
  - G. elegans I. Geoffroy Saint-Hilaire, 1837 - mangusta dalla coda ad anelli
    - G. e. elegans I. Geoffroy Saint-Hilaire, 1837
    - G. e. dambrensis Tate and Rand, 1941
    - G. e. occidentalis Albignac, 1971
- Genere Galidictis Gmelin, 1788
  - G. fasciata Gmelin, 1788 - mangusta dalle strisce larghe
    - G. f. fasciata Gmelin, 1788
    - G. f. striatus G. Cuvier, 1829

  - G. grandidieri Wozencraft, 1986 - mangusta di Grandidier
- Genere Mungotictis Pocock, 1915
  - M. decemlineata Grandidier, 1867 - mangusta dalle strisce strette
    - M. d. decemlineata Grandidier, 1867
    - M. d. lineatus Pocock, 1915
- Genere Salanoia Gray, 1865
  - S. concolor I. Geoffroy Saint-Hilaire, 1837 - mangusta bruna
  - S. durrelli Durbin et al., 2010

Così come i loro parenti Euplerini, anche i Galidiini in passato venivano classificati tra i Viverridi. Successivamente, durante il corso degli anni Novanta, con la suddivisione dei Viverridi tra Viverridi veri e propri ed Erpestidi, vennero classificati tra questi ultimi, a differenza degli Euplerini, considerati parte dei Viverridi. Solo nell'ultimo decennio, utilizzando tecniche di biologia molecolare, si è scoperta la stretta parentela che li lega con gli Euplerini e tutte le differenze che intercorrono invece tra di loro e gli Erpestini.

## Descrizione
I Galidiini variano in dimensione dalla mangusta dalle strisce strette, che non supera i 500 g , alla mangusta di Grandidier, che può raggiungere il chilo e mezzo . Ricordano tutti nell'aspetto le manguste, con il loro corpo agile sorretto da corte zampe, la coda lunga e folta ed il cranio piatto e allungato . Ognuno dei quattro generi presenta una particolarità nella colorazione riflessa dal proprio nome comune: la mangusta dalla coda ad anelli ha ovviamente una coda anellata da bande marroni e nere; le due specie di Galidictis sono ricoperte da strisce longitudinali; anche la mangusta dalle strisce strette ha strisce su tutto il corpo, ma sono più sottili e meno evidenti; la mangusta bruna, infine, ha il pelo uniformemente marrone scuro, privo di ogni sorta di anelli o strisce . I Galidiini hanno tutti la stessa formula dentaria, tranne la mangusta bruna .

## Biologia

### Alimentazione
La dieta varia a seconda delle specie: la mangusta dalla coda ad anelli e quella dalle strisce larghe si nutrono soprattutto di piccoli vertebrati, come lucertole, rane e roditori, mentre le altre tre specie hanno un'alimentazione basata soprattutto su invertebrati come insetti e scorpioni. È noto inoltre che la mangusta dalla coda ad anelli e quella bruna mangiano anche la frutta .

### Comportamento
I Galidiini vivono solitamente nelle foreste, a eccezione della mangusta di Grandidier e di quella dalle strisce strette, abitatrici invece di zone più aperte. Tutti scavano tane utilizzate come nascondiglio e alcune specie usano allo scopo anche le cavità degli alberi. Sono tutti terricoli, ma Mungotictis decemlineata e Galidia elegans sono buone arrampicatrici. Come le vere manguste sono creature diurne, tranne le due specie di Galidictis. Si riproducono tutti durante l'estate australe, tranne la mangusta di Grandidier che può accoppiarsi in ogni periodo dell'anno. Quasi sempre nasce un unico piccolo. Le manguste dalla coda ad anelli, di Grandidier e brune vivono da sole o in coppia, talvolta accompagnate dai propri piccoli, ma le altre due specie possono vivere anche in gruppi sociali più numerosi.